# Sundsjön, Dalsland
Sundsjön är en sjö i Vänersborgs kommun i Dalsland och ingår i Örekilsälvens huvudavrinningsområde. Sjön har en area på 0,0645 kvadratkilometer och ligger 125,4 meter över havet.

## Delavrinningsområde
Sundsjön ingår i det delavrinningsområde (650435-128795) som SMHI kallar för Inloppet i Nyckelvattnet. Medelhöjden är 172 meter över havet och ytan är 24,4 kvadratkilometer. Det finns inga avrinningsområden uppströms utan avrinningsområdet är högsta punkten. Lillån som avvattnar avrinningsområdet har biflödesordning 3, vilket innebär att vattnet flödar genom totalt 3 vattendrag innan det når havet efter 41 kilometer. Avrinningsområdet består mestadels av skog (92 procent). Avrinningsområdet har 1,47 kvadratkilometer vattenytor vilket ger det en sjöprocent på 6 procent.